# 洞ヶ峠

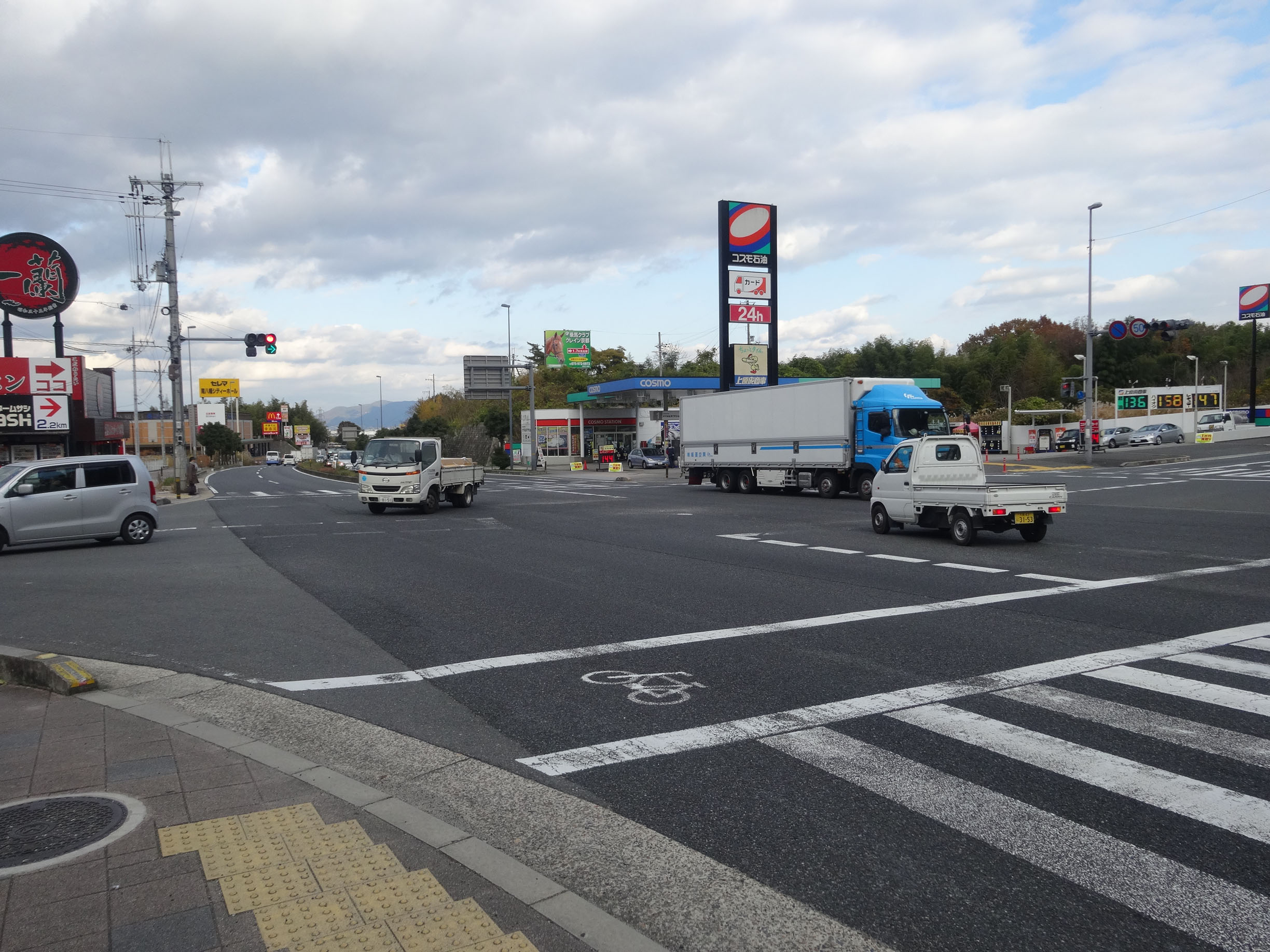
洞ヶ峠交差点（2013年）

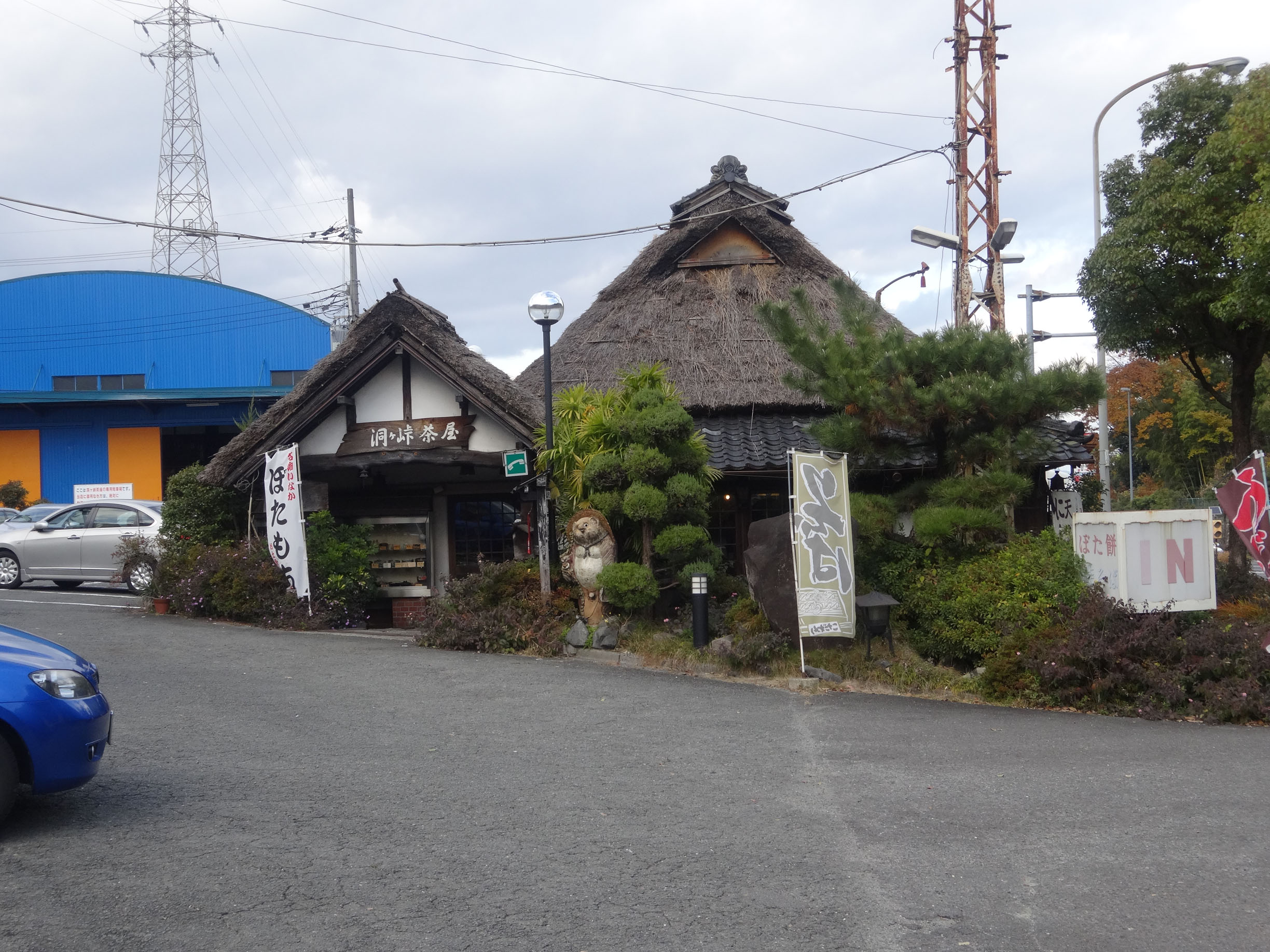
峠の茶屋（2022年に閉店）

洞ヶ峠（ほらがとうげ）は、京都府八幡市八幡南山 と 大阪府枚方市高野道・長尾峠町の境にある峠。かつては東高野街道の中継地であり、現在はその少し東を国道1号（枚方バイパス、京阪国道）が通っており、峠のすぐ北に八幡洞ヶ峠交差点（山手幹線の交点）がある。峠ではあるが、曲がりくねった坂道はなく、線形の良い勾配の緩やかな4車線道路である。

## 伝承
天正10年（1582年）、本能寺の変の直後に主君織田信長を討った明智光秀の軍と信長の重臣羽柴秀吉の軍が山城国山崎において激突した（山崎の戦い）。この時、北に居る明智・西に居る羽柴の双方から加勢を依頼された大和の大名筒井順慶は、一度は明智側に従って山崎の南方にある洞ヶ峠まで兵を進めながらも、最終的にはどちらに付くか日和見をしたとの伝説があったため、日和見することを洞ヶ峠あるいは洞ヶ峠を決め込むと表現することがある。
しかし、筒井順慶が洞ヶ峠に布陣したということについては、良質の史料では全く確認することができない。『太閤記』のような俗書でも光秀が布陣して順慶を待ったと書かれている｡『増補筒井家記』には、順慶は島左近の勧めで洞ヶ峠に布陣したと書かれているが、この本は誤謬充満の悪本であり、この説は誤りである。ただ日和見順慶という言葉は相当古くからあったようで、それはこの際における順慶の態度を表現している。
枚方市側の高野道・長尾峠町はともに河内国交野郡長尾村の出郷で、江戸時代以来の集落であるが、現在の住居表示は1975年に実施されたものである。

## 現況
1966年に枚方バイパス（京阪国道）が開通したが、1990年代初頭までは峠の周囲は雑木林で照明設備も少なく、昼夜問わず寂しさを感じさせていた。
1990年代に入って、峠周辺の様子は一変した。住宅地や学校が建設され、交通量が多いことからアミューズメント施設やファミリーレストランなども続々と建設された。峠の北側は八幡市東部や京田辺市西部に造成されたニュータウン「京阪東ローズタウン」の玄関口（京都府道284号八幡京田辺インター線）となり、交差点には道路照明も整備された。
その結果、一部若干緑が残るものの、峠の周囲はほぼ開発された。旧東高野街道もその痕跡を辿ることが困難となっている。